# Walter Xaver z Ditrichštejna
Walter Xaver František Antonín kníže z Dietrichsteinu, počeštěně z Ditrichštejna (německy Walter Xaver Franz Anton Fürst von Dietrichstein; 18. září 1664 Brno – 3. listopadu 1738 Mikulov) byl rakouský šlechtic a majitel rozsáhlých statků na Moravě a v Čechách. Na Moravě zastával vysoké zemské úřady, proslul jako mecenáš umění a po požáru hlavního rodového sídla v Mikulově podnikl jeho barokní přestavbu.

## Mládí a kariéra
Narodil se v Brně jako čtvrtý syn knížete Ferdinanda Josefa z Ditrichštejna (1636–1698) a jeho manželky Marie Alžběty, rozené z Eggenberka (1640–1715), kmotrem byl jeho strýc, císařský generál hrabě Walter Leslie. Jako mladší syn byl původně předurčen ke kněžské dráze a již ve velmi mladém věku získal posty kanovníka v Olomouci a Pasově. Absolvoval pětiletou kavalírskou cestu, během níž studoval na univerzitě v Lovani (1683-1686), další dva roky strávil v Paříži a Římě, podnikl též krátké cesty do Holandska a Anglie. Přes dlouhodobý pobyt v zahraničí se měl podle instrukcí rodičů mimo jiné zdokonalovat v češtině, z dochované korespondence ale vyplývá, že již tehdy se vzepřel otcovým plánům na církevní kariéru.
Po návratu z kavalírské cesty krátce žil ve Vídni jako císařský komorník, krátce nato se ale oženil a přesídlil na Moravu. Na rozdíl od otce a starších bratrů nezastával úřady u císařského dvora, ale prosadil se ve správě Moravského markrabství, kde zastával funkce nejvyššího sudího (1701–1702) a nejvyššího komorníka (1702–1714). Zúčastnil se také tehdejších válek, pod velením prince Evžena Savojského bojoval v bitvě u Zenty (1697), v letech 1704–1706 se v Německu a Itálii zúčastnil války o španělské dědictví a nakonec byl přítomen také dobytí Bělehradu (1717).
S dědictvím knížecího titulu v roce 1708 po starším bratrovi převzal i čestné hodnosti dědičného číšníka v Korutansku a dědičného lovčího ve Štýrsku. Byl též jmenován císařským tajným radou a v roce 1731 obdržel Řád zlatého rouna.

## Majetek
Od své první manželky Zuzany ze Zástřizl převzal již v roce 1690 do správy panství Boskovice. Boskovický hrad byl tehdy ještě obyvatelný a Zuzana ze Zástřizl si vymínila jeho doživotní užívání (zemřela již o rok později). Hrad byl opuštěn počátkem 18. století, v roce 1728 byl v prostoru mezi hradem a městem vybudován hospodářský dvůr (1728), na nějž navázala výstavba panské rezidence (1729–1733) v Hradní ulici určená pro občasný pobyt knížecí rodiny. V roce 1705 koupil Walter Xaver za 154 000 zlatých panství Sokolnice u Brna.

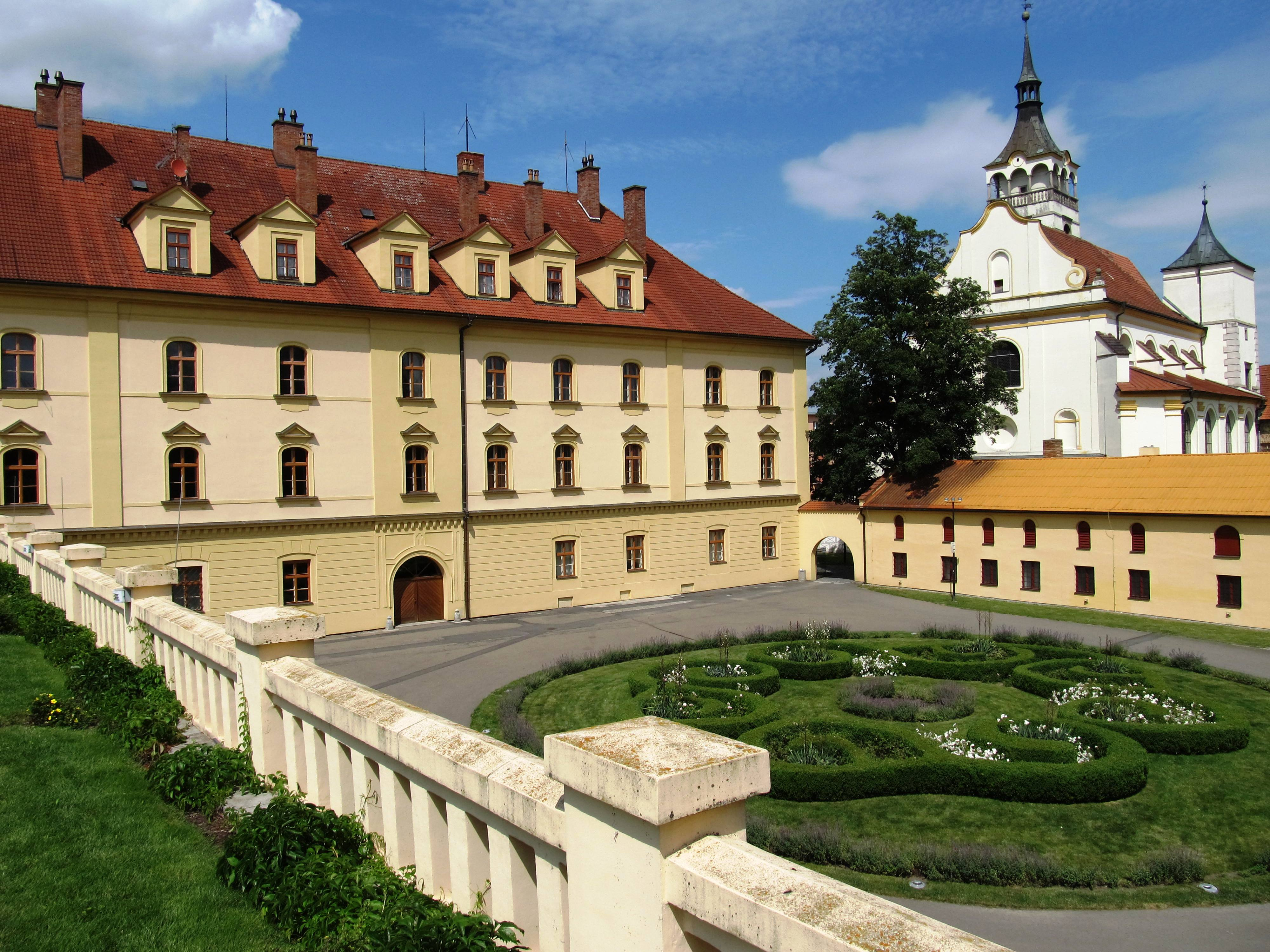
Zámek v Lipníku nad Bečvou

Po smrti staršího bratra Leopolda v roce 1708 se stal čtvrtým[zdroj?] knížetem z Ditrichštejna a převzal stěžejní rodové majetky (Mikulov, Lipník nad Bečvou, Hranice, Nové Město na Moravě, Polná, Přibyslav, Libochovice). Vzdálenějším statkům se věnoval jen výjimečně, podpořil například výstavbu kostela sv. Vavřince v Libochovicích (1720–1722), po požáru v roce 1735 nechal opravit zámek v Polné. Významnou stavbu chrámu Nanebevzetí Panny Marie v Polné, zahájenou zemřelým bratrem Leopoldem, dokončil jen částečně. Vzrůstající oblibu svatojánského kultu dokládá vznik několika soch sv. Jana Nepomuckého na různých panstvích (Libochovice, Lipník nad Bečvou, Hranice).
V roce 1719 bylo požárem poničeno hlavní rodové sídlo v Mikulově, načež došlo k zásadní přestavbě zámeckého areálu (1719–1730). Kromě změny dispozice hlavní zámecké budovy byla nově vybudována jízdárna, terasa a čestný dvůr se sochařskou výzdobou, v interiérech byla značná pozornost věnována knihovně a sálu předků. Na náměstí v Mikulově byl v letech 1724–1725 postaven sloup Nejsvětější Trojice.

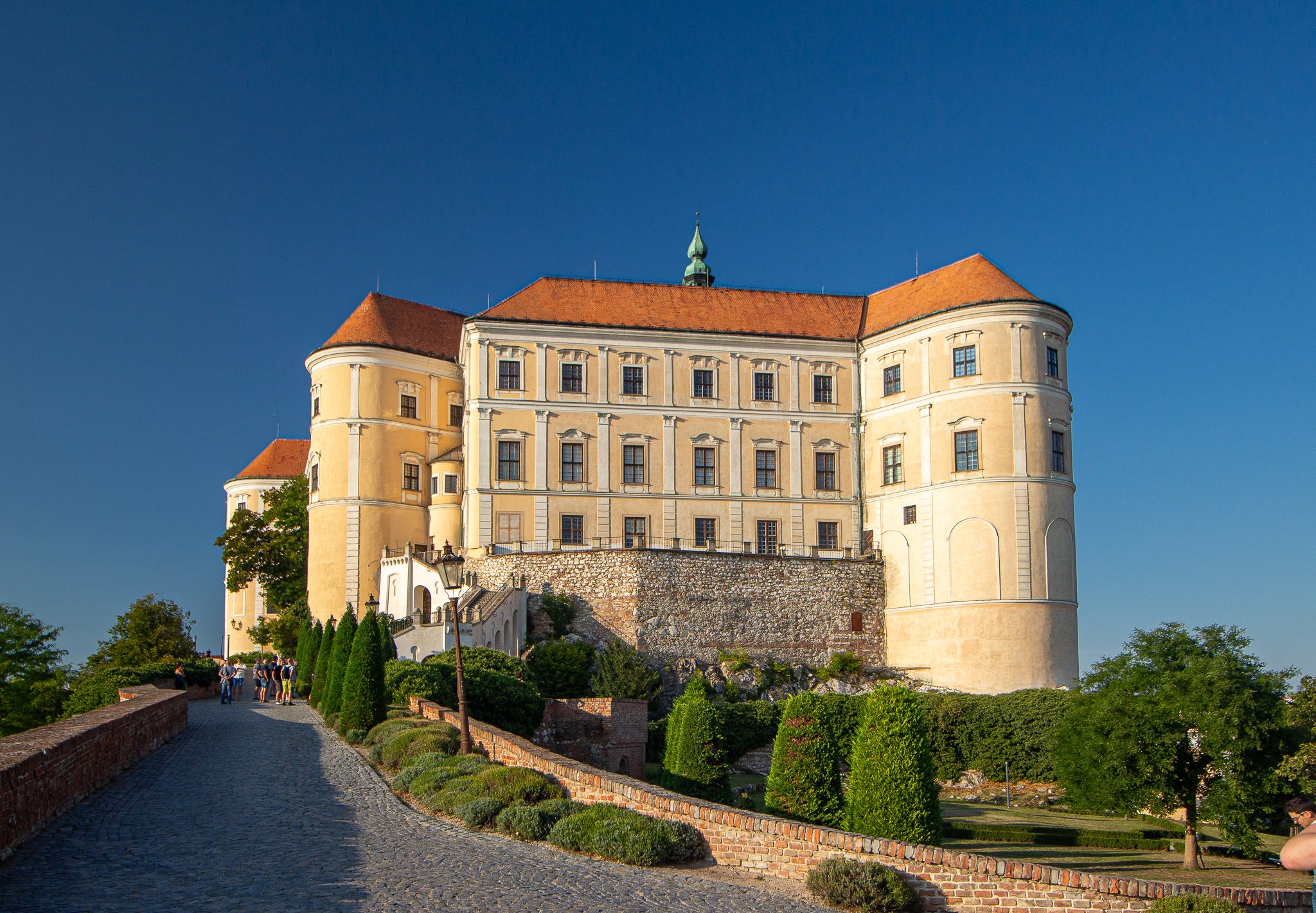
Zámek v Mikulově

Na přestavbě zámku v Mikulově, stejně jako na úpravách rodového paláce v Herrengasse ve Vídni se podílel architekt Christian Alexander Oedtl, který pro Waltera Xavera pracoval i v Ditrichštejnském paláci na Zelném trhu v Brně. Při korunovační cestě Karla VI. v roce 1723 usiloval Walter Xaver o ubytování císařského dvora v Brně, nakonec ale císař pobýval v Dietrichsteinském domě na náměstí v Jihlavě.
Přestože Walter Xaver po bratru Leopoldovi zdědil majetek zatížený vysokými dluhy a sám vynakládal značné prostředky na renovaci rodových sídel, podařilo se mu konsolidovat rodové hospodaření a svým potomkům zanechal finance v lepším stavu. Celková hodnota majetku v době jeho úmrtí činila bezmála jeden a půl milionu zlatých, dluhy dosahovaly výše 400 000 zlatých. Zemřel v Mikulově a je pohřben ve zdejší knížecí hrobce na náměstí. V době jeho smrti byli naživu dva synové, starší Karel Maxmilián (1702–1784) byl dědicem knížecího titulu a Mikulova s dalšími statky, mladší Jan Křtitel Leopold (1703–1773) převzal Boskovice a Sokolnice.

## Rodina

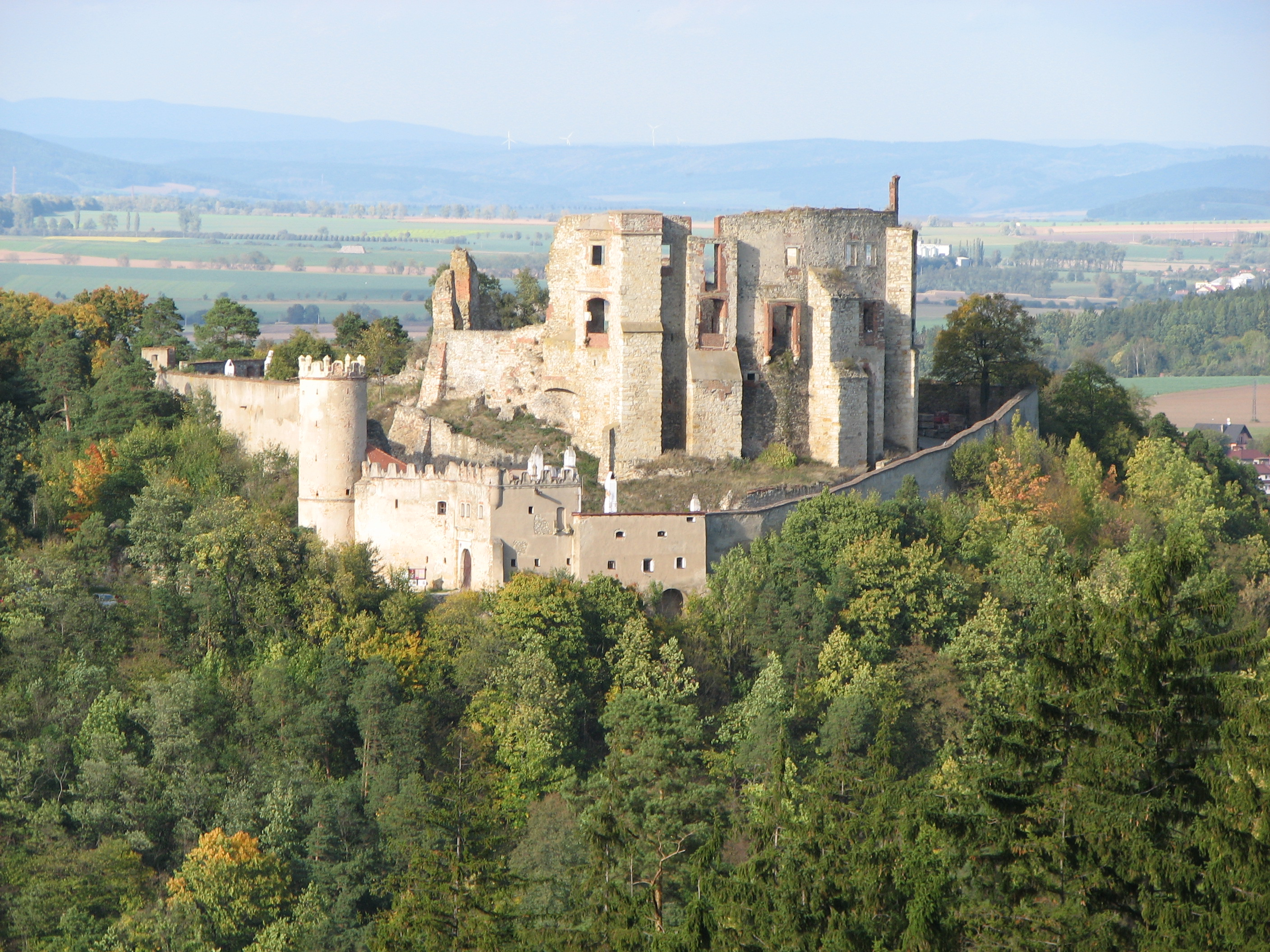
Boskovický hrad

Krátce po návratu z kavalírské cesty se 18.července 1689 oženil ve Svatobořicích s výrazně starší dvojnásobnou vdovou Zuzanou Liborií Morkovskou ze Zástřizl (1637–1691), která byla dědičkou panství Boskovice. Druhé manželství uzavřel v roce 1693 v brněnském kostele sv. Jakuba s hraběnkou Karolínou Maxmiliánou Pruskovskou z Pruskova (1674–1734). Z druhého manželství se narodilo deset dětí, z nichž pět zemřelo v dětství. Dědicem titulů a majetku se stal kníže Karel Maxmilián (1702–1784).

### Děti
- 1. Marie Josefa (29. 6. 1694 – 3. 9. 1758)
  - ⚭ (25. 2. 1717) Štěpán Vilém Kinský (26. 12. 1679 – 12. 3. 1749), 1. kníže Kinský, c. k. komoří, tajný rada, vyslanec v Rusku 1721–1722, ve Francii 1729–1732, nejvyšší maršálek Českého království 1733–1740 a nejvyšší zemský hofmistr Českého království 1740–1746
- 2. Marie Rozálie (29. 7. 1695 – 14. 6. 1708)
- 3. Marie Anna (14. 7. 1696 – 1695)
- 4. Karel František (4. 8. 1697 – 2. 11. 1703)
- 5. Marie Eleonora (10. 6. 1698 – 20. 11. 1698)
- 6. Jan Josef (10. 9. 1699 – 25. 4. 1709)
- 7. Marie Aloisie (21. 4. 1700 – 17. 12. 1783 Brno)
  - ⚭ (19. 12. 1729) hrabě Michael František z Althannu (29. 7. 1668 – 25. 7. 1738)
- 8. Karel Maxmilián (28. 4. 1702 Brno – 24. 10. 1784 Mikulov), 6. kníže z Ditrichštejna, nejvyšší maršálek císařského dvora (1745–1754)
  - ⚭ (2. 9. 1725 Mikulov) hraběnka Marie Anna z Khevenhülleru (24. 3. 1705 Klagenfurt – 4. 10. 1764 Vídeň)
- 9. Jan Křtitel Leopold (24. 6. 1703 Brno – 11. 3. 1773 Brno), nejvyšší zemský komorník Moravského markrabství (1738–1747), zakladatel Kláštera milosrdných bratří v Brně, majitel panství Boskovice, Sokolnice, Lysice, Židlochovice, svobodný a bezdětný
- 10. Jan Adam Ambrož (7. 12. 1704 – 30. 12. 1728), svobodný a bezdětný